# Quốc Bảo
Quốc Bảo, tên đầy đủ là Bùi Quốc Bảo (sinh ngày 30 tháng 6 năm 1967) là một nhạc sĩ, nhà sản xuất âm nhạc Việt Nam. Từ 1989, Quốc Bảo đã tham gia sáng tác. Ngoài ra, anh còn làm nhà sản xuất âm nhạc, cố vấn nghệ thuật cho nhiều ca sĩ, viết báo phê bình âm nhạc, nhiếp ảnh gia nghiệp dư.

## Sáng tác
Các sáng tác của Quốc Bảo thiên về trữ tình. Anh sáng tác liên tục, đều đặn và từng là khách mời danh dự của một số kênh thuộc Đài Truyền hình Việt Nam.
Bài hát đầu tiên của Quốc Bảo là Em về tinh khôi, viết năm 1991. Khi ấy Quốc Bảo đang là giảng viên guitar Cao đẳng Sư phạm TP Hồ Chí Minh và sinh hoạt ở Hội Âm nhạc thành phố.
Năm 1996, khi nhạc nhẹ Việt Nam bước vào giai đoạn hưng thịnh, anh được hãng phim Phương Nam mời về làm biên tập. Năm 1997, Em về tinh khôi chính thức được trình làng cùng giọng ca Trần Thu Hà, còn Quốc Bảo bắt đầu giữ vai trò biên tập và hòa âm.
- Danh sách:

| 1, 2, 3 A better day Ám ảnh Anh gọi em gọi em gọi em Ánh trăng màu tím Anh về Anh yêu em Áo hoa Âu lo Bài hát buồn Bài hát đôi cho em Bài hát vui Bài hát xưa Bài tình cho giai nhân Ban mai Bao giờ Bí mật Biển xưa Biết đâu Bình yên Bóng dáng mùa hè Bóng tối Ca dao em Ca dao hồng Cà phê phố và em Cảm ơn một đoá xuân ngời Chào em chào xinh tươi Chỉ tình yêu anh mất Chờ Cho em ngày gió xanh Chờ em nơi thềm trăng Chung thân Có bao giờ Có lúc Cỏ hoa mười chín Còn hồng trên môi Còn ta với nồng nàn Còn yêu anh mãi mãi Dạ khúc Đã yêu | Đây rừng nến vui Để anh cháy cùng em Đêm hoa Đêm tan Đến gần tôi Đẹp thương đau Địa Đàng Điệu blue buồn cho ly biệt Điệu ru vực sâu Dịu dàng này Độc thoại Đôi Đón em về Dòng sông xanh Dòng sông xưa Đừng giấu đi trầm hương Đừng khóc Dường như Em Em cứ hiền xinh như thế Em của tôi Em đã yêu Em đến Em hát Em hoà làm một với bình minh Em sẽ vui Em sinh ra từ nắng Em trong tôi Em về tinh khôi Em về tóc xanh Em yêu anh nhiều thế Giấc mơ Giấc mơ tuyết trắng Gió Giữ lại cho ấu thơ Hai mươi Hát cho người mùa hạ Hát êm đềm Hát tìm nhau Hẹn | Hết Hoàng hoa Hồn nhiên ơi Hy vọng I could still love Khi nắng lên Khi sang mùa Khi vắng em Khoảng tối của trăng Không còn yêu Khúc ru Khúc ru gia bảo Kia là gió kia là sóng Là yêu chưa từng yêu Không còn yêu Là yêu chưa từng yêu Lan xưa Mây mùa đông Mơ hồ Môi gai Mộng Mong manh Một mùa mới cho em Một ngày Mưa Mùa qua đắng Mưa tình tan Mùa xuân và tình nhân Mục đồng Nằm Nàng hát Nắng trên vai Này đây nhung nhớ Ngày bình thường Ngày dịu dàng Ngày đong đưa mãi Ngày hai mươi Ngày hôm nay Ngày lên Ngày từ đêm trắng sinh ra | Ngồi hát ca bềnh bồng Ngọt và đắng Người đi như nắng phai Nhiều khi Nhớ Như đang nằm mê Như nằm mê mà thôi Những cơn đau một nửa Những con đường bình minh Nụ cười nắng mai Nửa Phố mùa đông Quán cũ Quỳnh Rock, rock đi Rồi ánh trăng tàn Rồi cũng qua Rồi đời sẽ vui Rồi quên Ru Rước em vào mơ ta Sáng mưa Sắt cầm Sẽ yêu hơn ngày xưa Ta đã yêu trong mùa gió Tàn phai Tàn úa Thế giới trò chơi Thị trấn Thiên đường Thiên sứ Thủy Tiên Tìm Tim anh trôi về em Tình ca Tình ca 24/7 Tình ca hai mươi Tình ca hồng Tình ca nhung | Tình ca phố Tình không tên Tình khúc của bóng đêm Tình khúc thơ ngây Tình ơi Tình trầm Tình về Tình xuân xanh Tình yêu trong lành Tóc nâu môi trầm Tôi về Trường xưa tìm lại Tuổi 16 Tuyệt vọng Ước mong Và em có anh Vẫn hát với dòng sông Vẫn là em Vẫn yêu hoài Vàng son Vắng em Về Về hát giữa mùa xuân Vì em Vì em rất cần anh Vỡ Vừa biết dấu yêu Vừa tàn Vươn đến tầm cao Vườn tình nhân Vườn Hoa Bình Minh Xa Xin lúc ta yêu nhau Xuân pha lê Yêu Yêu em hết thân anh Yêu nhau lại Yêu nhau như mới hôm qua Yêu nhau trong mùa xuân Yêu trong ánh sáng Yêu và yêu ngàn lần |

## Danh sách đĩa nhạc

### Album phòng thu
- Ngồi hát ca bềnh bồng (2000)
- Vàng son (2001)
- Bình yên (2003)
- Tales - Những chuyện kể (2004)
- V (2006)
- Những khoảnh khắc tôi chọn (2007)
- Tình ca hồng 1 & 2 (2008)
- My Guitar My Friends (2008)
- Mai Khôi Sings Quốc Bảo (2008)
- Q+B (2009)
- Địa Đàng
- Địa Đàng 2
- Địa Đàng 3: Ánh sáng địa đàng

## Cố vấn nghệ thuật
Quốc Bảo là cố vấn nghệ thuật, người góp phần tạo dựng hình ảnh cho nhiều ca sĩ. Bắt đầu từ năm 1997, các ca sĩ đã thành danh nhờ đến tài năng này của Quốc Bảo như Hà Trần, Mỹ Tâm, Tóc Tiên, Thủy Tiên, Ngô Thanh Vân, Nguyên Hà...
Cuối năm 2005, Quốc Bảo thành công trong vai trò là tác giả, giám đốc âm nhạc của chương trình Đêm thần thoại là chương trình nhạc Trịnh Công Sơn kết cấu như một vở nhạc kịch opera.

## Phê bình âm nhạc
Quốc Bảo cũng là người thường hay đóng góp ý kiến và phê bình về âm nhạc Việt Nam và các nhạc sĩ trẻ trên các báo và tạp chí. Một số phê bình đáng chú ý khiến anh chịu nhiều lời phản bác là đánh giá nhạc hải ngoại là nghèo nàn, bế tắc sẽ đi đến chỗ kiệt quệ hay phê bình nhạc sĩ trẻ Đỗ Bảo là "rơi tõm vào đám đông như một bản sao mờ của công chúng mình" và gọi nhạc sĩ khác đến với âm nhạc là "đến từ cõi vô danh";...
Tuy nhiên, anh trả lời rằng 
"Khi viết một bài báo, tôi không đứng ở góc độ một nhạc sĩ viết về đồng nghiệp, mà ở góc độ một nhà phê bình âm nhạc" và chấp nhận sự đồng tình cũng như không đồng tình của người đọc.

## Tai tiếng
Quốc Bảo bị một số người phê phán vì những câu phát biểu như: "Anh Sơn đã dừng lại còn tôi vẫn tiếp tục đi tới" hay "Tôi đang ra sức cứu vãn nền âm nhạc Việt Nam".
Vào năm 2004, nhạc sĩ Quốc Bảo đã bị Hội Âm nhạc Thành phố Hồ Chí Minh "nghiêm khắc cảnh cáo" vì một số bài hát của nhạc sĩ có yếu tố giống các bài hát nước ngoài. Đặc biệt, bài hát Tuổi 16 có cấu trúc được cho là sao chép nguyên xi từ bài Renaissance faire (sáng tác của Ritchie Blackmore) nằm trong album "Shadow of the moon" của nhóm nhạc Blackmore's Night.